# Кубок світу з біатлону 2017—2018 — етап 3
Третій етап Кубка світу з біатлону 2017—18 відбувався в Ансі, Франція, з 14  по 17 грудня 2017 року. До програми етапу було включено 6 гонок:  спринт, гонка переслідування та мас-старт у чоловіків та жінок.

## Чоловіки

### Призери
| Гонка:                 | Золото:                      | Час               | Срібло:                      | Час               | Бронза:                 | Час               |
| Спринт 10 км           | Йоганнес Тінгнес Бо Норвегія | 22:16.9 (0+0)     | Мартен Фуркад Франція        | 22:38.0 (0+0)     | Антонен Гігонна Франція | 22:51.6 (0+0)     |
| Переслідування 12,5 км | Йоганнес Тінгнес Бо Норвегія | 32:52.7 (0+0+0+0) | Мартен Фуркад Франція        | 33:54.1 (0+0+1+1) | Антон Шипулін Росія     | 34:03.2 (0+0+0+1) |
| Мас-старт 15 км        | Мартен Фуркад Франція        | 36:30.3 (0+0+0+0) | Йоганнес Тінгнес Бо Норвегія | 36:34.2 (2+0+0+0) | Ерік Лессер Німеччина   | 36:36.5 (0+1+0+1) |

## Жінки

### Призери
| Гонка:               | Золото:                       | Час               | Срібло:                       | Час               | Бронза:                  | Час               |
| Спринт 7,5 км        | Анастасія Кузьміна Словаччина | 20:59.6 (0+0)     | Лаура Дальмаєр Німеччина      | 21:33.5 (0+0)     | Віта Семеренко Україна   | 21:41.0 (0+0)     |
| Переслідування 10 км | Лаура Дальмаєр Німеччина      | 30:09.9 (0+0+0+1) | Анастасія Кузьміна Словаччина | 30:23.9 (3+0+0+1) | Ліза Вітоцці Італія      | 30:41.7 (1+0+0+0) |
| Мас-старт 12,5 км    | Жустін Бреза Франція          | 37:19.4 (0+0+1+0) | Ірина Кривко Білорусь         | 37:30.6 (0+0+0+0) | Лаура Дальмаєр Німеччина | 37:39.3 (0+1+0+1) |

## Досягнення
- Жустін Бреза здобула свою першу перемогу на етапах кубка світу (мас-старт).
- Антонен Гігона вперше піднявся на подіум (3 місце, спринт).
- Ірина Кривко вперше піднялася на подіум (2 місце, мас-старт).
- У чоловіків жовту майку лідера загального заліку зберіг за собою Мартен Фуркад.
- У жінок володаркою жовтої майки стала Анастасія Кузьміна.